# 안성우
안성우(安聖友), 야스다 유-지, 또는 유지 야스다(일본어: 安田雄二, 영어: Yuji Yasuda, 1959년 6월 9일 ~ 2021년 4월 11일)은 일본과 대한민국의 마술사이다.

## 생애
재일한국인 2세로 일본에서 태어났다. 15살 때 서커스에서 본 마술에 빠져 마술사가 되었다. 이후 1994년 요코하마에셔 열린 FISM 대회에서 일루션부분 3위를 수상하고, SAM 대회에서 우승을 차지하였다. 이후 조선민주주의인민공화국에 방문하면서 마술공연과 함께 북한 마술사 양성에도 기여했다. 임재훈 매지션을 키워낸 이후 이은결을 통해 한국 마술의 가능성을 엿본 안 매지션은 동부산대학교 매직엔터테인먼트과 교수가 되어 걸출한 한국인 마술 유망주를 다수 길러냈으며, 부산국제매직페스티벌의 출범과 2018년 FISM 개최에 크게 기여하였다. 2018년 부산 FISM 개최시 FISM 아시아연맹에 설득해 북한 선수에게 FISM 출전자격을 부여하는데 도움을 주고, 이들의 입국을 위해 노력하는 등 남북교류를 위해서도 노력했다.